# Eduardo Espinilla
Eduardo Espinilla Soladana (Madrid, 11 de junio de 1992) es un actor de cine y televisión española.

## Biografía
Una vez una profesora de la escuela Orson The Kid vino a hacerles una clase a su colegio.[cita requerida] Ha actuado en varias series de televisión de difusión nacional. Ha participado en la serie El internado, de gran éxito televisivo, interpretando a Miguel Pérez Fernández, nieto de Jacinta (Amparo Baró). 
En la película Cobardes, de José Corbacho y Juan Cruz, interpretó a Guille, un niño que acosa a su compañero con insultos y palizas. 
También en series como Hospital Central y La que se avecina para Telecinco, Cuenta atrás para Cuatro o Cambio de Clase como Espi para Disney Channel.También actuó en Los protegidos haciendo el papel del amigo de Lucas, Hugo Quintana.
Actualmente dedica su vida profesional a grabar cortometrajes donde su último proyecto fue Dinosaurio en 2015,desde ese año no se sabe nada de él. La última información que ha habido sobre el es que sigue interesado en el mundo de la actuación y que trabaja actualmente para STA Talent Agency una empresa que se dedica a dar cástines a sus representantes (Eduardo Espinilla uno de ellos)está información no se sabe exactamente de qué año es pero se sabe que es de después de 2021 y antes de 2025 y 2024.Actualmente no se sabe si sigue en esa empresa pero si sabemos que parece seguir interesado en la actuación.

## Filmografía

### Películas
| Película | Papel  | Año  |
| -------- | ------ | ---- |
| Cobardes | Guille | 2008 |

### Televisión
- Los protegidos 2010
- La que se avecina 2007 (Álvaro)
- El internado 2007/2009 (Miguel)
- Hospital Central 2011
- Cambio de clase 2006/2008 (Espi)